# 貝泰
貝泰（14世紀—15世紀），字宗魯，浙江金華府金華縣人，明朝政治人物。

## 生平
貝泰是永樂三年（1405年）應天鄉試的舉人，授餘干教諭，入朝擔任國子監助教，陞司業，宣德二年（1427年）再超陞祭酒，以文學得明宣宗召見，寫下《招隱歌》，及繪畫在太學四十多年六館名士；正統六年（1441年）因老病致仕，行李蕭然，回鄉後知縣提出建坊紀念，他卻婉拒。

## 引用
1. 1 2  光緒《金華縣志·卷九·志人物第四》：貝泰，字宗魯，少以文行聞，由太學生中永樂三年京闈舉人，授餘干縣學教諭，遷國子監助教，尋陞司業，超拜祭酒；以文學受知宣宗召見便殿，以御製《招隱歌》及繪在太學四十餘年六館之士，翕然從化，後致仕歸，蕭然如布衣，縣尹欲為造大司成坊，木石已具，固謝却之。 舊志，參《名賢錄》
2. ↑  《明宣宗章皇帝實錄·卷二十五》：（宣德二年二月）癸未陞……北京國子監司業貝泰為本監祭酒……
3. ↑  《明英宗睿皇帝實錄》·卷八十：（正統六年六月）丙戌行在國子監祭酒貝泰致仕。泰金華人，由鄉貢任教諭，進國子助教，陞司業，以大臣薦陞祭酒，善教，洪熙間命魏國公、定國公入監讀書，寵賜優厚，至是以老疾丐休，從之。